# Jeremiah Thomas Fitzgerald Callaghan
Jeremiah Thomas Fitzgerald Callaghan (Irlanda, 27 de diciembre de 1827–Nueva York, 9 de julio de 1881), fue un administrador colonial británico de origen irlandés que se desempeñó como gobernador de las colonias de Labuán (hoy en Malasia), Gambia, Islas Malvinas y las Bahamas.

## Biografía
Nació en 1827 en la ciudad de Midleton en el condado de Cork, Irlanda. Su padre se desempeñaba en una pañería.
Llegó a Hong Kong el 25 de noviembre de 1860, y fue nombrado oficialmente scomo u Magistrado Mayor al día siguiente. H. T. Davies, el Magistrado anterior, declaró que Callaghan fracasó con «la responsabilidad de los deberes peculiares e intrincados que encontró». El siguiente mes de julio navegó para la Colonia de la Corona de Labúan, hoy en Malasia, para convertirse en su gobernador.
Tenía órdenes de mantener relaciones amistosas con Sarawak, que fue gobernado por el rajá James Brooke, sin embargo se opuso al estado colonial de Sarawak, porque «sufría de la falta de población y de cultivo», y propuso que la inmigración masiva desde China rectificaría esto dentro de dos siglos.
En 1866, una enfermedad lo obligó a regresar a Inglaterra, donde se casó con Alice Arnold, la hija de George Matthews Arnold, ocho veces alcalde de Gravesend.
En mayo de 1871, fue nombrado Administrador de Gambia, y llegó allí en agosto de ese año, sin embargo otra enfermedad lo obligó a retirarse tempranamente en abril de 1872.
De 1876 a 1880, fue gobernador de la colonia de las Islas Malvinas, en litigio con la Argentina. Fue nombrado Compañero de la Orden de San Miguel y San Jorge a mediados de 1877.
Llegó a las Bahamas en febrero de 1881, pero partió para Inglaterra pocos meses después debido a una enfermedad. Sin embargo, en una escala en Nueva York falleció.